# Шабалинов
Шабали́нов (укр. Шабалинів) — село в Коропском районе Черниговской области Украины. Население — 922 человека. Занимает площадь 6,571 км².
Код КОАТУУ: 7422289501. Почтовый индекс: 16242. Телефонный код: +380 4656.

## История
Шабалинов, село в Черниговской области. В 3 км юго-зап. села, на мысу, при впадении реки Сейм в р. Десну, городище (200 x 175 м). Поселение (площадь около 1,5 га) с С и С-В укреплено дугообразным валом (шир. −20 м, выс. — 2 м) и рвом. За валом находится открытое селище. Культурный слой содержит отложения эпохи железного века, роменской культуры и древнерусского (XI—XIII вв.) времени.

## Власть
Орган местного самоуправления — Шабалиновский сельский совет. Почтовый адрес: 16242, Черниговская обл., Коропский р-н, с. Шабалинов, ул. Ленина, 160.

## Известные уроженцы
Варава Григорий Андреевич(1922—2007) — старший сержант РККА, участник Великой Отечественной войны. Герой Советского Союза. Родился 24 октября 1922 года.

Гриценко Ефим Дмитриевич (1908—1945) — командир 117-го гвардейского стрелкового полка 39-й гвардейской стрелковой дивизии, гвардии подполковник. Герой Советского Союза. Родился 1 мая 1908 года.